# Richland (Nebraska)
Richland es una villa ubicada en el condado de Colfax en el estado estadounidense de Nebraska. En el Censo de 2010 tenía una población de 73 habitantes y una densidad poblacional de 131,71 personas por km².

## Geografía
Richland se encuentra ubicada en las coordenadas 41°26′13″N 97°12′54″O / 41.43694, -97.21500. Según la Oficina del Censo de los Estados Unidos, Richland tiene una superficie total de 0.55 km², de la cual 0.55 km² corresponden a tierra firme y (0%) 0 km² es agua.

## Demografía
Según el censo de 2010, había 73 personas residiendo en Richland. La densidad de población era de 131,71 hab./km². De los 73 habitantes, Richland estaba compuesto por el 94.52% blancos, el 1.37% eran afroamericanos, el 0% eran amerindios, el 0% eran asiáticos, el 0% eran isleños del Pacífico, el 2.74% eran de otras razas y el 1.37% pertenecían a dos o más razas. Del total de la población el 5.48% eran hispanos o latinos de cualquier raza.